# Agnes
 For alternative betydninger, se Agnes (pigenavn).
Agnes (291–304) var en romersk jomfru, der hellere ville være Jesu brud end giftes med en hedensk bejler; denne sendte hende derfor (nøgen) til et bordel. Gud hjalp hende så ved at lade hendes hår vokse i et tæt beskyttende lag, så det dækkede den nøgne krop.
Hendes navnedag i Danmark er 21. januar, og det er også hendes festdag i den katolske kirke.